# Vînnîkî, Kozelșciîna
Vînnîkî (în ucraineană Винники) este un sat în comuna Breusivka din raionul Kozelșciîna, regiunea Poltava, Ucraina.

## Demografie
Componența lingvistică a localității Vînnîkî
     Ucraineană (96,63%)
     Rusă (2,88%)
     Alte limbi (0,48%)
Conform recensământului din 2001, majoritatea populației localității Vînnîkî era vorbitoare de ucraineană (96,63%), existând în minoritate și vorbitori de rusă (2,88%).